# Aiguabarreig

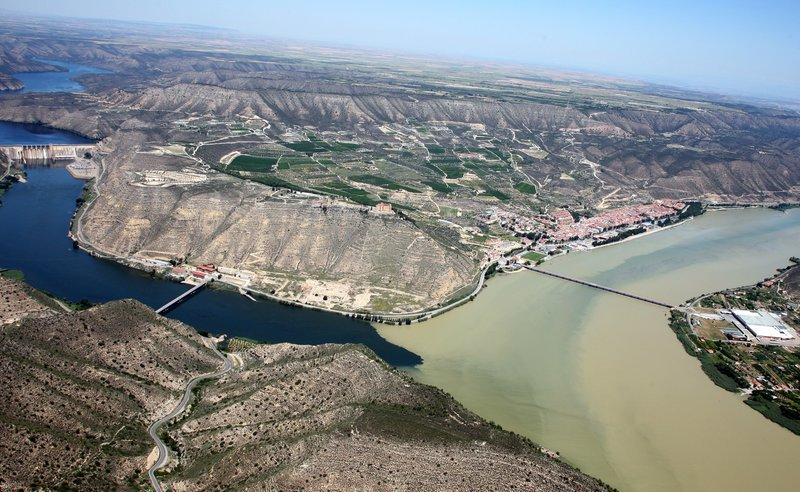
Aiguabarreig in Mequinenza

Aiguabarreig ist ein Naturschutzgebiet, das von außerordentlicher ökologischer Bedeutung wegen seiner artenreichen Fauna und als wichtige Station für europäische Zugvögel ist. Es befindet sich in Mequinenza (Bajo Cinca) in Aragonien am Zusammenfluss von Ebro, Segre und Cinca und gilt als einer der größten biologischen Naturräume Aragoniens.

## Name
Der Begriff Aiguabarreig stammt aus dem Katalanischen und bezeichnet den Bereich von Feuchtgebieten, die sich am Zusammenfluss von zwei oder mehr Wasserströmen bilden. Der Aiguabarreig Segre-Cinca-Ebro entsteht durch die Mündung des Cinca in den Segre im Gebiet von La Granja d’Escarp, der dann in Mequinenza in den Ebro mündet.

## Geographie
Das Gebiet befindet sich in der Mitte des Ebro-Tals. Es grenzt im Westen an den Monegros, im Osten an Almatret und im Süden an den Ribarroja-Stausee.
Aiguabarreig hat eine Größe von 36.821 ha, von denen sich 7.417 ha auf dem Gemeindegebiet von Mequinenza befinden. Das Sonderschutzgebiet erstreckt sich vom Süden der Torrente de Cinca über das gesamte Flussgebiet Mequinenza bis zur Einmündung des Matarraña in der gleichnamigen Region.

## Kulturerbe und Sport

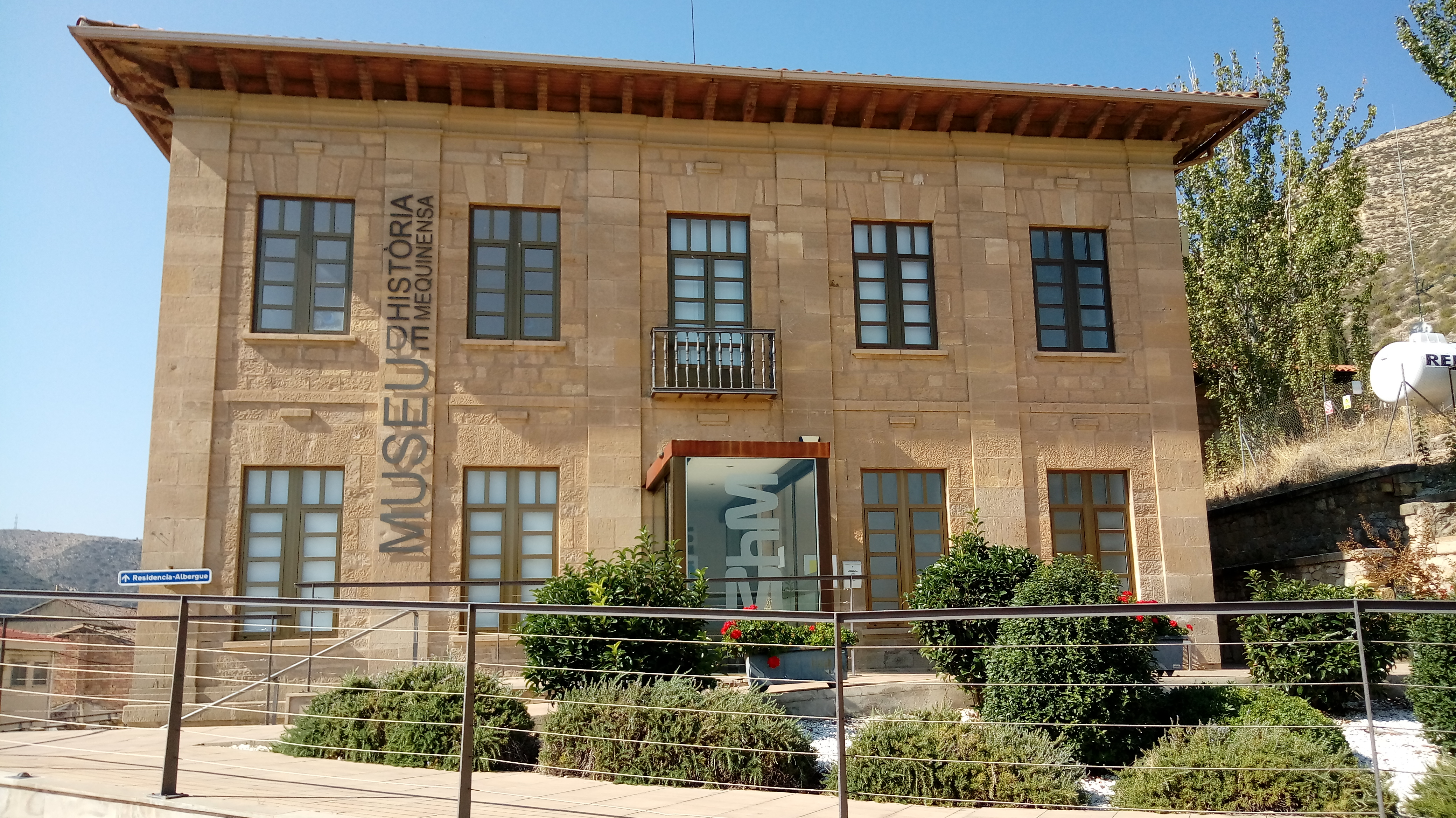
Geschichtsmuseum von Mequinenza

Sportfischen und Segeln sind zwei der häufigsten Freizeitaktivitäten im Gebiet. Der Aiguabarreig ist dank der Fischerei ein internationaler Anziehungspunkt für Hunderte von Fischern, insbesondere Mitteleuropäern, die diese Flüsse jedes Jahr besuchen und das umfangreiche Netzwerk bestehender Angebote rund um diese Aktivität genießen. Die Arten der eingeführten Fische, die für den Fischer von großer Anziehungskraft sind, sind insbesondere der Schwarzbarsch, der Sander oder der bekannte Wels. Auch Naturforscher, insbesondere Vogelbeobachter, besuchen jedes Jahr das Gebiet, angezogen von seiner großen biologischen Vielfalt. Die Umgebung des Aiguabarreig ist geprägt vom Kohlefeld Mequinenza und der mehr als 150-jährigen Bergbaugeschichte der Stadt. Die Gewinnung von Braunkohle und deren Transport hat die Dörfer von Aiguabarreig aufgrund ihrer engen Verbindung mit den Flüssen geprägt. Symbol sind die ausgestorbenen „Llaüts“, Boote, die die Menschen und die Kultur aller Flussdörfer zusammenhielten. Um die Flüsse herum, deren Gewässer zum Transport von Kohle in diesen typischen Mequinenza-Schiffen dienten, befinden sich immer noch verschiedene Bereiche des industriellen Bergbauerbes.
Die Museen von Mequinenza konzentrieren sich auf den Bergbau und das historische Erbe der Altstadt von Mequinenza, die nach dem Bau der Stauseen Ribarroja und Mequinenza unter dem Wasser des Ebro abgerissen und überflutet wurde. Im Museum der Mine befindet sich eine authentische Kohlemine von mehr als einem Kilometer Tiefe mit historischem Material und Maschinen, die seit mehr als 150 Jahren im Bergbaubecken von Mequinenza zur Gewinnung von Kohle eingesetzt werden. Im Museum für Geschichte von Mequinenza wird die Vergangenheit der Bevölkerung thematisiert, von der Vorgeschichte bis zum Abriss der Altstadt von Mequinenza sowie einen Raum, der dem Mequinenzano-Schriftsteller Jesús Moncada gewidmet ist.

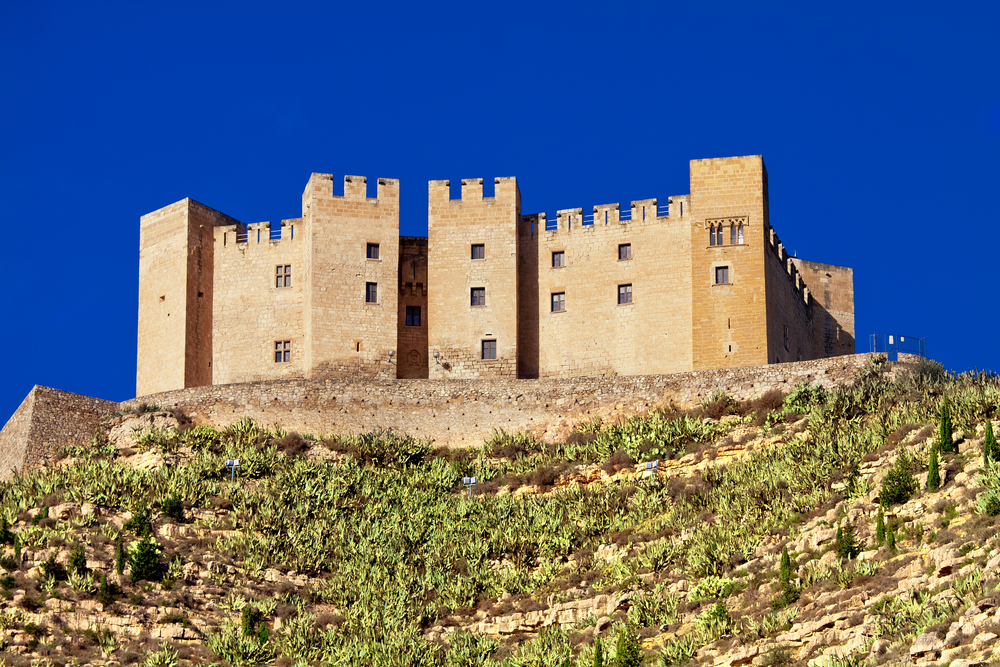
Burg von Mequinenza

Die Burg von Mequinenza liegt am Rande eines großen Steilhangs direkt am Zusammenfluss von Ebro, Segre und Cinca in Mequinenza. Der Bau hat einen unregelmäßigen Grundriss und sieben rechteckige Türme. Das Gebäude ist ein authentischer Schlosspalast, einer der besten, den die gotische Kunst der Krone von Aragonien aus dem 14. und 15. Jahrhundert hinterlassen hat.
Ein Teil der historischen Bebauung von Mequinenza kann heute besichtigt werden, da es nach dem Abriss und der Überschwemmung durch die Ebro-Sümpfe zu einem großen Erinnerungspark im Freien wurde.